# ルッジェーロ3世
ルッジェーロ3世（Ruggero III, 1175年 - 1193年12月24日）は、オートヴィル朝のシチリア王（在位：1193年）。
シチリア王タンクレーディと王妃シビッラ（Sibilla）の息子で、1193年に父との共同統治王として王位につき、また東ローマ皇帝イサキオス2世アンゲロスの皇女イレーネー・アンゲリナと結婚したが、同年に病死した。その後、タンクレーディも死に、ルッジェーロの弟のグリエルモ3世が母シビッラの摂政の下で王位を継ぐこととなった。